# Vampiros vs. el Bronx
Vampiros vs. el Bronx (en inglés, Vampires vs. the Bronx) es una película del género de comedia de terror estadounidense dirigida por Oz Rodriguez y escrito por Oz Rodriguez y Blaise Hemingway. La película sigue un grupo de adolescentes quiénes están forzados a proteger su barrio en el Bronx cuándo unos vampiros los invaden. Protagonizada por Jaden Michael, Gerald W. Jones III, Gregory Diaz IV, Sarah Gadon, Method Man, Shea Whigham, y Coco Jones.
Fue estrenado el 2 de octubre de 2020, por Netflix.

## Resumen
Mientras se arregla las uñas en el Bronx (el distrito más al norte de la ciudad de Nueva York), Vivian se entera de que la dueña del salón, Becky, venderá el mismo al grupo inmobiliario Murnau Properties, que ha estado comprando terrenos en todo el vecindario. Después de que Vivian se va, el intermediario de Murnau, Frank Polidori, llega para finalizar la venta y observa cómo un vampiro mata a Becky.
Miguel Martínez está organizando una fiesta en la cuadra para recaudar dinero para salvar la bodega Primo, una tienda local de la esquina, propiedad de Tony, que está bajo amenaza de cierre. A él se unen los mejores amigos Bobby y Luis; los tres crecieron en la bodega. Miguel expresa preocupación por la gentrificación del barrio. Más tarde está colgando carteles frente a un juzgado comprado por Murnau, ve a hombres mirándolo y es perseguido por Slim, un miembro de la pandilla de Henny; Slim es asesinado por uno de los hombres. Miguel huye a la bodega de Tony y se esconde con Bobby y Luis. El vampiro entra buscándolo, y los tres notan que no aparece en ninguno de los espejos.
Al día siguiente, ven Blade y repasan todo lo que saben sobre la matanza de vampiros. Visitan la oficina de Murnau Properties para intentar encontrar dónde descansan los vampiros durante la luz del día; Frank los amenaza, diciendo que al ser del Bronx, podrían desaparecer y nadie se daría cuenta. Los chicos agarran un archivo de su escritorio y escapan. Encuentran una unidad USB que contiene planos para nidos de vampiros en todo el Bronx, así como una llave esquelética. Descubren que el palacio de justicia es el nido y entran. Miguel se filma abriendo un ataúd, revelando a un vampiro, que los persigue. Son detenidos por la policía por allanamiento y confrontados por los residentes del Bronx. Miguel intenta mostrarles a todos el video como prueba, pero se ríen de él cuando solo lo muestra abriendo un ataúd vacío. Desafía a Frank a dar un paso hacia la luz del sol, pero se siente consternado cuando Frank lo hace y solicita que le devuelvan el archivo robado. Frank, quien se revela como un sirviente humano de los vampiros, descubre que Miguel ha guardado la llave y contrata a Henny y su pandilla para cazar al trío. 
Vivian visita la bodega para buscar a Miguel; Tony se da cuenta de que ella también es un vampiro y es asesinado por ella. Los chicos ven la bodega de Tony tapiada por Murnau y se dan cuenta de que lo han matado. Miguel se lleva al preciado bate de Sammy Sosa perteneciente a Tony y jura matar a los vampiros. Henny y su banda intentan robar a los vampiros, pero son asesinados. Los niños son perseguidos por vampiros y escoltados a la casa de Miguel por Vivian. Se dan cuenta de que Vivian es un vampiro y le ruegan a la madre de Miguel que no la invite a entrar, ya que los vampiros no pueden entrar sin una invitación. Vivian revela que ella es la líder del aquelarre de vampiros de Murnau y exige que le devuelvan la llave. Miguel la salpica con agua bendita y ella huye. A la mañana siguiente, el trío reúne suministros para derrotar al aquelarre. En el palacio de justicia logran matar a varios vampiros. Vivian toma la llave y revela que abre una caja que contiene los restos del primer vampiro, cuyas cenizas pueden usarse para hacer crecer su ejército. Bobby convence a Frank de que los vampiros nunca lo verán como uno de los suyos, y los deja ir antes de que Vivian lo mate. Vivian los incapacita y está a punto de matar a Miguel cuando los residentes del Bronx llegan con armas caseras. La pelea que siguió termina con Miguel apuñalando a Vivian con el bate de Tony y matándola.
Dos semanas después, Miguel pasa por un mural en memoria de Tony en su camino a la fiesta de la cuadra. Él y sus amigos deciden que son buenos cazadores de vampiros. La residente Gloria graba una transmisión en vivo, advirtiendo a los futuros invasores que su comunidad siempre se apoyará mutuamente.

## Reparto
- Jaden Michael como Miguel Martinez
- Gerald W. Jones III como Bobby Carter
- Gregory Diaz IV como Luis Acosta
- Sarah Gadon como Vivian
- Method Man como Padre Jackson
- Shea Whigham como Frank Polidori
- Coco Jones como Rita
- Joel "The Kid Mero" Martinez
- Chris Redd como Andre
- Vladimir Caamaño como Papo
- Jeremie Harris como Henny
- Adam David Thompson como Alexis
- Judy Marte como Carmen Martinez
- Richard Bekins como Markus
- Imani Lewis como Gloria
- Zoe Saldaña como Becky

## Producción
El 14 de agosto de 2018, se anunció que Broadway Video and Caviar había comenzado la producción de Vampiros vs. el Bronx , una película escrita y dirigida por Osmany Rodríguez de Universal Pictures. Se esperaba que los productores ejecutivos incluyeran a Lorne Michaels , Erin David, Bert Hamelinck y Michael Sagol. Sarah Gadon, Chris Redd, The Kid Mero, Method Man, Shea Whigham, Vladimir Caamaño, Jaden Michael, Gregory Diaz IV , Gerald W. Jones III y Coco Jones también fueron anunciados para protagonizar la película.
Según los informes, la fotografía principal de la película ya había comenzado en agosto de 2018.

## Lanzamiento
En septiembre de 2020, Netflix adquirió los derechos de distribución a la película de Universal Pictures.

## Recepción
En Rotten Tomatoes , la película tiene un índice de aprobación del 89% según las reseñas de 36 críticos, con una calificación promedio de 6.8/10. El consenso de los críticos del sitio web dice: "En la aguda y socialmente consciente batalla de Vampiros contra el Bronx , la comedia y el horror se mezclan de manera brillante, y la audiencia es la ganadora". En Metacritic, la película tiene una puntuación de 76 sobre 100 según las críticas de cinco críticos, lo que indica "críticas generalmente favorables".
Nick Allen de RogerEbert.com le dio 3 de 4 y escribió: "Cuando una comedia de terror es tan ágil, encantadora y divertida como esta, todo el mundo gana".
Felix Vasquez Jr. le dio una crítica positiva, llamándolo "Un regalo de Halloween divertido, espeluznante y emocionante que evita por completo la narrativa del vampiro tarareante a favor [sic] algo original y único".
Roger Moore de Movie Nation escribió: "Nadie debería estar haciendo películas serias de vampiros o zombies en esta etapa del ciclo de terror, por lo que este riff del género es absolutamente perfecto. ¿Y convertirlo en un comentario sobre la gentrificación? Inspirado".